# Филлах
Фи́ллах (нем. Villach, словен. Beljak — Беляк) — город на юге Австрии, второй по величине в составе федеральной земли Каринтии. Площадь общины составляет 134,92 км², население — 63 236 человек (1 января 2021), плотность населения — 466 чел./км²

## География
Город расположен в альпийской долине на берегу реки Драва. Недалеко от Филлаха находится несколько озёр: Оссиахер-Зе, Факер-Зе и другие. Окружающие город Альпы — популярное место туризма и лыжного спорта.

## История

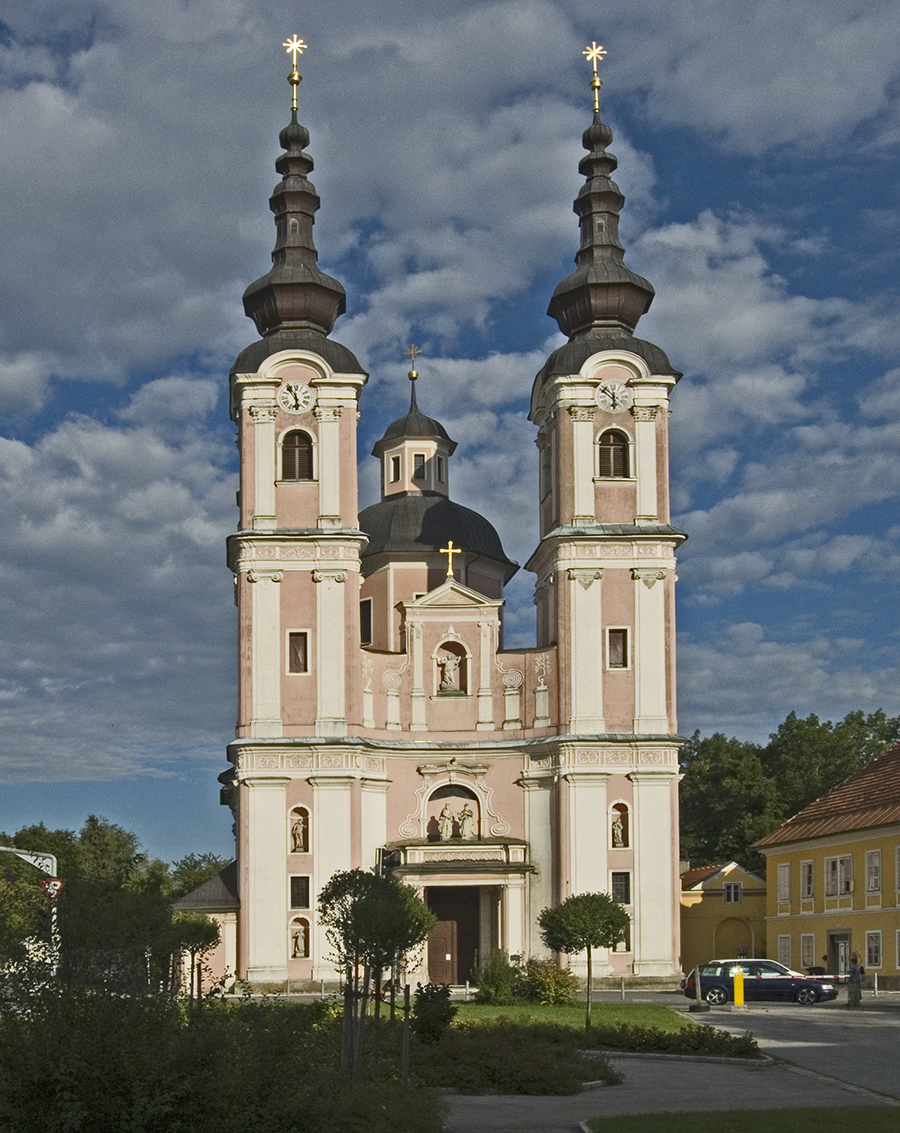
Церковь Святого Креста в Филлахе

Первые поселения на месте Филлаха относятся к IV тыс. до н. э. Во времена римского господства здесь находилось небольшое поселение Сантикум. В IX веке на его месте возник торговый пункт, который император Оттон II даровал епископу Бриксена. С 1007 по 1759 г. Филлах входил в состав епископства Бамберг и, таким образом, был выведен из подчинения местных герцогов Каринтии. В 1240 г. Филлах получил городское право. Разрушительные землетрясения 1348 и 1690 гг. сильно сказались на процветании города. В середине XVI века Филлах стал центром распространения протестантства в Каринтии. В 1759 г. фактическая власть в городе перешла к Габсбургам, эрцгерцогам Австрии. Во время Наполеоновских войн Филлах входил в состав Иллирийских провинций, являвшихся территорией Французской империи (1809—1813).

## Население
| Год  | Численность |
| ---- | ----------- |
| 1869 | 11304       |
| 1889 | 13061       |
| 1890 | 15950       |
| 1900 | 19263       |
| 1910 | 27451       |
| 1923 | 30883       |
| 1934 | 34085       |
| 1939 | 36012       |
| 1951 | 43358       |
| 1961 | 47140       |
| 1971 | 51112       |
| 1981 | 52692       |
| 1991 | 54640       |
| 2001 | 57497       |
| 2011 | 59324       |
| 2021 | 63236       |

## Достопримечательности
- барочная[9][10][11] Церковь Святого Креста
- неоготическая Церковь Св. Николая
- развалины средневекового замка Ландскрон
- Конгресс-центр

В Филлахе проводится несколько фестивалей, в том числе международный театральный фестиваль «Спектрум», джазовый фестиваль и фестиваль искусств «Каринтийское лето».

## Города-побратимы
- Бамберг, Германия (1973)
- Удине, Италия (1979)
- Канчунго, Гвинея-Бисау (1989)
- Сюрен, Франция (1992)
- Капошвар, Венгрия (1994)
- Блед, Словения (2002)
- Крань, Словения (2008)